# Howard Fast
Howard Melvin Fast (New York, 11 november 1914 — Greenwich (Connecticut), 12 maart 2003) was een Amerikaans schrijver. Hij publiceerde ook onder de pseudoniemen E.V. Cunningham en Walter Ericson.
Fast kwam uit een Joods gezin. Zijn moeder overleed toen hij negen jaar was. Fast ging toen aan het werk als krantenverkoper en los arbeider.
Zijn eerste grote succes als schrijver bereikte hij met de roman Citizen Tom Paine.
Tijdens de Tweede Wereldoorlog werkte Fast voor de Amerikaanse regering. Daarna werd hij buitenlands correspondent van Esquire en Coronet.
Omdat Fast in 1943 lid van de Communistische Partij van de Verenigde Staten was geworden, werd hij door de FBI in de gaten gehouden. Hij werd in het McCarthy-tijdperk voor de House Committee on Un-American Activities gedagvaard. Omdat Fast niets wilde zeggen over de donateurs voor een fonds voor huisvesting van kinderen van Amerikaanse veteranen van de Spaanse Burgeroorlog, werd hij wegens minachting van het parlement veroordeeld tot een celstraf van drie maanden. Zijn boeken werden uit alle openbare bibliotheken verwijderd. Zijn eerstvolgende roman, over Spartacus, moest hij in eigen beheer uitgeven.
Als schrijver hield Fast zich intensief bezig met het Amerikaanse ideaal van vrijheid en hij streed tegen economische en sociale ongelijkheid. Zo was hij een aantal jaren lang communist en schreef hij in de partijkrant, de Daily Worker. In 1957 zegde hij zijn lidmaatschap van de Communistische partij op na de 'geheime' redevoering van Nikita Chroesjtsjov op het XXe Partijcongres van de Communistische Partij van de Sovjet-Unie waarin de misdaden van Jozef Stalin aan de kaak werden gesteld.
In 1953 ontving Fast de Stalin-vredesprijs.